# Clavellisa obcordatus
Clavellisa obcordatus is een eenoogkreeftjessoort uit de familie van de Lernaeopodidae. De wetenschappelijke naam van de soort is voor het eerst geldig gepubliceerd in 1957 door Rangnekar.